# Yordi Rosado
Yordi Galo Rosado Álvarez (Ciudad de México, 16 de octubre de 1971), conocido en los medios de comunicación como Yordi Rosado, es un destacado conductor, productor y autor mexicano.
Reconocido por su exitosa trayectoria en televisión, radio y plataformas digitales, Yordi ha logrado consolidarse como una figura influyente en el entretenimiento hispano. Su canal de YouTube, donde conduce la popular sección La entrevista, ha ganado gran popularidad gracias a las profundas y entretenidas conversaciones que realiza con figuras del entretenimiento, la cultura y la sociedad. Con más de 25 millones de seguidores en todas sus redes sociales, Yordi ha demostrado su capacidad para conectar con audiencias de diversas generaciones.
Además de su trabajo en los medios, Yordi es voluntario para promover la Agenda 2030 de la ONU, contribuyendo activamente a la difusión de los objetivos de desarrollo sostenible. También es miembro de la International Academy of Television Arts & Science, lo que subraya su compromiso con la excelencia en la industria del entretenimiento a nivel global.

## Biografía
Yordi Galo Rosado Álvarez nació el 16 de octubre de 1971 en Ciudad de México. Desde temprana edad, mostró un gran interés por los medios de comunicación y la producción audiovisual. Estudió la carrera de Ciencias de la Comunicación en la Universidad Intercontinental graduándose en 1993, cuando comenzó a desarrollar sus habilidades en la producción y conducción de contenidos mediáticos. Durante su época universitaria, participó en diversos proyectos estudiantiles que lo llevaron a adquirir experiencia en radio y televisión, sentando las bases para lo que sería una destacada carrera en el entretenimiento mexicano.

## Radio
Fue productor de WFM Radio, una de las emisoras más icónicas en la historia de la radio mexicana. Además, se desempeñó como productor y locutor de los exitosos programas Que pex y Despierta en EXA FM, donde trabajó durante doce años consecutivos, dejando una huella significativa en la radio juvenil. Actualmente, continúa al frente de Yordi en Exa, un programa que se transmite a nivel nacional en México, consolidándose como una de las voces más influyentes y queridas de la radio mexicana.

## Televisión
Yordi Rosado ha desempeñado roles clave como productor y conductor en algunos de los programas de televisión más exitosos de México, como Otro rollo, Está cañón, La última y nos vamos y De noche todo pasa con Yordi Rosado, todos ellos líderes de audiencia en México, Latinoamérica y entre las comunidades hispanas en Estados Unidos.Además, ha producido una variedad de programas televisivos, como el espectáculo deportivo Ahí va el agua (transmitido por TDN), Plan B (conducido por los integrantes del grupo musical OV7), Zona ruda (con Laura G), Vas con todo (con Juan José Ulloa), De volado por México y Con permiso (con Juan José Origel y Martha Figueroa). 

## Libros
- Quiubole con... (2005). Es una serie de libros que Yordi Rosado escribió en coautoría con Gaby Vargas, bajo el nombre de Quiúbole con..., enfocados a un público adolescente. Estos libros se han convertido en long sellers, con ventas de más de 2.5 millones de ejemplares, y existen dos versiones: para hombres y para mujeres. Actualmente cuenta con varias reediciones que añaden temas que competen a la tecnología.
- ¿Y miss 15? (2011). Este libro va dirigido a un público femenino que tiene la intención de celebrar la tradicional fiesta de XV años. Es una guía para organizar esta celebración.
- ¡Renuncio! Tengo un hijo adolescente ¡Y no sé qué hacer!  (2012). Fue uno de los libros más vendidos en México durante 2013.[7] y está enfocado en los padres de adolescentes cuyos principales problemas radican en la falta de comunicación entre padres e hijos, cómo poner límites y reglas durante esta etapa.
- S. O. S. Adolescentes fuera de control en la era digital (2015). Al igual que el libro anterior va dirigido a padres de adolescentes. Pero complementa la información con temas más específicos como divorcio, internet y celulares, y alcohol y drogas.
- ¡Sin pretextos! Cambia el pero por el puedo (2019). Este libro fue publicado el 11 de noviembre de 2019 y está enfocado en emprendimiento. Cuenta con herramientas, estrategias y estudios avalados por grandes líderes de la actualidad. Aquí además, Yordi comparte por primera vez algunas de las experiencias más íntimas que ha vivido.

## Conferencias
Basado en los estudios de los libros y con información proveniente de expertos en el tema, Rosado ha impartido múltiples conferencias durante los últimos dieciocho años, así como pláticas y talleres para adolescentes y padres de familia.
- «Dos, tres netas», conferencia para jóvenes
- «Tengo un hijo adolescente y no sé que hacer», conferencia para padres
- «Actitud ganadora», conferencia para empresas
- «Sin pretextos, cambia el pero por el puedo», conferencia para empresas, emprendedores y universidades

## Internet
En su canal de YouTube, cuenta con un pódcast llamado La entrevista con Yordi Rosado, en el que cada semana entrevista de manera amena e íntima a una celebridad de talla nacional o internacional; tenido invitados como la Roca, Danna Paola, Roberto Palazuelos, Eugenio Derbez, Werevertumorro, Escorpión Dorado, Franco Escamilla, entre otros. 
En Spotify tiene un pódcast, junto con Martha Higareda, llamado De todo un mucho, en el que cada semana se abordan temas cotidianos con divertidas anécdotas y muchas veces con expertos que ayudan a tener información clara y precisa.

## Doblajes
Rosado ha participado como actor de doblaje en algunas películas.
- Stuart Little 2 (2008), árbitro
- Monstruos vs. Aliens (2009), B. O. B. (Bicarbonato Ostilizeno Benzoato)
- Rango (2011), Jedidiah
- Los Pitufos 2 (2013), Hackus
- Amigos imaginarios (2024), Blue

## Apoyo social
Rosado funge como voluntario para promover la agenda 2030 de la ONU. Su objetivo es dar a conocer los objetivos de desarrollo sostenible (ODS) de dicha organización, especialmente en lo respectivo al reto del hambre cero, al ser la carencia de alimentación un problema importante que afecta a muchos niños en su desarrollo tanto físico como de aprendizaje. Durante un año, Rosado comunicará información necesaria para lograr un espacio autosustentable en el mundo para eliminar así la falta de alimento.